# Matha (Frankrijk)
Matha is een gemeente in het Franse departement Charente-Maritime (regio Nouvelle-Aquitaine). De plaats maakt deel uit van het arrondissement Saint-Jean-d'Angély. Matha telde op 1 januari 2022 2.202 inwoners.

## Geografie
De oppervlakte van Matha bedroeg op 1 januari 2022 19,08 vierkante kilometer; de bevolkingsdichtheid was toen 115,4 inwoners per km².
De onderstaande kaart toont de ligging van Matha met de belangrijkste infrastructuur en aangrenzende gemeenten.

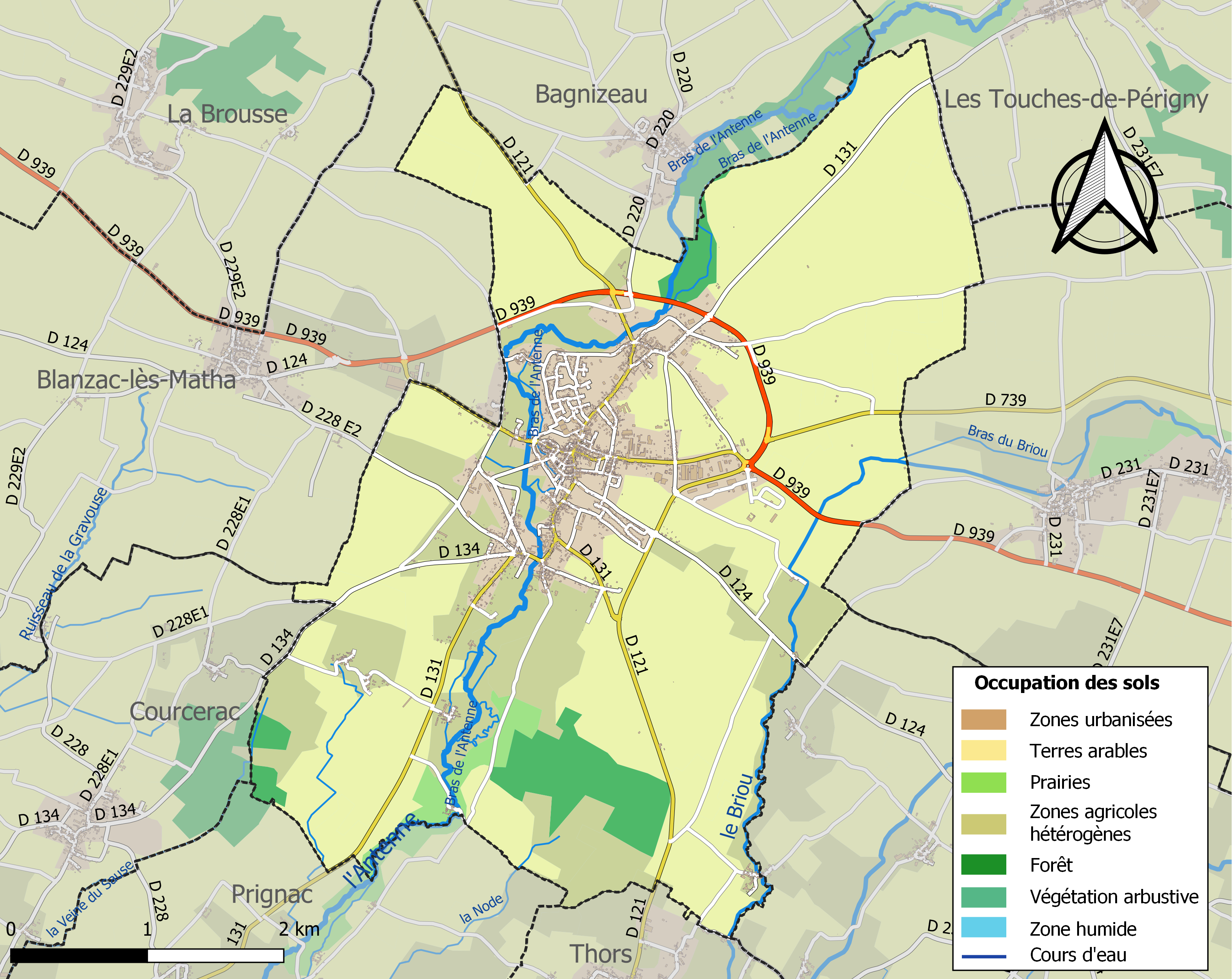

## Demografie
Onderstaande figuur toont het verloop van het inwonertal (bron: INSEE-tellingen).